# EPO Works
『epo Works』（エポワークス） は、1993年2月24日に発売されたEPOのセルフカバー・アルバム。発売元はTMファクトリー / 東芝EMI。

## 概要
「Down Town」「12月のエイプリル・フール」など、EPO自身の代表的なシングル曲のほか、アルバム収録曲や他の歌手への提供楽曲なども加えてアコースティック・ヴァージョンで収録した初のセルフカバー・アルバム。フジテレビ系列で放送されたドラマ ”木曜劇場”『わがままな女たち』の主題歌として使用された最新シングル「ある朝、風に吹かれて」を収録。アレンジャーとしてショーロ・クラブのメンバーや千住明らを迎え、新たな解釈によるサウンド作りに注力した作品となっている。
2013年7月10日には、音楽配信が開始された。

## 収録曲
| #         | タイトル                     | 作詞      | 作曲      | 編曲               | 時間  |
| --------- | ---------------------------- | --------- | --------- | ------------------ | ----- |
| 1.        | 「私について」               | EPO       | EPO       | EPO・小倉博和      | 5:28  |
| 2.        | 「ある朝、風に吹かれて」     | EPO       | EPO       | EPO・門倉聡        | 5:45  |
| 3.        | 「上海エトランゼ」           | EPO       | EPO       | 千住明             | 4:02  |
| 4.        | 「ル・パ・ラ」               | EPO       | EPO       | 菅原弘明・笹子重治 | 4:54  |
| 5.        | 「矛盾の中で生きてる」       | EPO       | EPO       | EPO・CHORO CLUB    | 5:20  |
| 6.        | 「12月のエイプリル・フール」 | EPO       | EPO       | 千住明             | 6:03  |
| 7.        | 「Down Town」                | 伊藤銀次  | 山下達郎  | EPO・笹子重治      | 5:11  |
| 合計時間: | 合計時間:                    | 合計時間: | 合計時間: | 合計時間:          | 36:43 |

## 解説
1. 私について
  - 7枚目のシングル表題曲のセルフカバー。
2. ある朝、風に吹かれて
  - 27枚目のシングル表題曲。
3. 上海エトランゼ
  - 高見知佳への提供曲。アルバム『HARMONY』収録曲のセルフカバー。
4. ル・パ・ラ
  - 薬師丸ひろ子への提供曲。アルバム『FREE STYLE』収録曲のセルフカバー。
5. 矛盾の中で生きてる
  - アルバム『Super Natural』収録曲のセルフカバー。
6. 12月のエイプリル・フール
  - 9枚目のシングル表題曲のセルフカバー。
7. Down Town
  - デビューシングル表題曲のセルフカバー。オリジナルはシュガー・ベイブ。

## レコーディング・メンバー
| 私について - Synthesizer Programming: 菅原弘明 - A. Guitar: 小倉博和 - Percussion: 渡辺亮 ある朝、風に吹かれて - Synthesizer Programming: 菅原弘明・水出浩 - A. Guitar: 小倉博和 - Keyboard: 門倉聡 - Percussion: 渡辺亮 上海エトランゼ - W. Bass: 加瀬達 - A. Guitar: 古川昌義 - Piano: 菅野よう子 - Percussion: 岡部洋一 - Tabla: 吉見征樹 ル・パ・ラ - Synthesizer Programming: 菅原弘明 - A. Guitar: 笹子重治 (Choro Club) - Percussion: 岡部洋一 - Chorus: Jose Pinheiro | 矛盾の中で生きてる - W. Bass: 沢田穣治 (Choro Club) - A. Guitar: 笹子重治 - Bandolin: 秋岡欧 (Choro Club) - Chorus: 秋元薫 - Cello: 荒木均 - Percussion: 渡辺亮・岡部洋一 12月のエイプリル・フール - Conductor: 熊谷弘 - A. Guitar: 笹子重治 - Strings: 飛鳥ストリングス - Keyboard, Cherest Piano: 鈴木隆太 - Flute: 旭孝 - Oboe: 石橋雅一 - Harp: 朝川朋之 - Horn: 中島大之・南浩之 Down Town - W. Bass: 沢田穣治 - A. Guitar: 笹子重治 - Bandolin: 秋岡欧 - A. Piano: 乾裕樹 - Cello: 荒木均 - Percussion: 岡部洋一・渡辺亮 - Chorus: Jose Pinheiro・秋元薫 |

## 参考資料
- 長井英治『Disk Collection 日本の女性シンガー・ソングライター』シンコーミュージック・エンタテイメント、2013年4月16日。ISBN 978-4-401-63804-8。